# Anopheles maculipennis
Anopheles maculipennis of malariamug is een muggensoort uit de familie van de steekmuggen (Culicidae). De wetenschappelijke naam van de soort is voor het eerst geldig gepubliceerd in 1818 door Meigen.

## Verspreiding in Europa
Anopheles maculipennis is een vrij sterke muggensoort waarvan de larven en muggen goed tegen temperatuurveranderingen kunnen. Ze kunnen zich in grote delen van Europa, van Scandinavië en het Iberisch Schiereiland tot en met de Balkan en de Kaukasus, handhaven. In de drogere delen van Europa komen de malariamug en de malariaparasiet weinig voor. In de lage landen verspreidde deze muggensoort de malariaparasiet soms massaal onder mensen, zoals tijdens de grootschalige uitbraak van de "Groninger ziekte" in 1826.